# Seseli pelliotii
Seseli pelliotii är en växtart i släktet säfferötter (Seseli) och familjen flockblommiga växter.
Arten är en perenn ört som förekommer i Kirgizistan och Xinjiang i Kina. Den beskrevs först som Pituranthos pelliotii av Henri de Boissieu 1910, och fick sitt nu gällande namn av Michail Pimenov och Jevgenij Kljujkov 2000.